# Raphaël Zarka
Pour les articles homonymes, voir Zarka (homonymie).
Raphaël Zarka, né en octobre 1977 à Montpellier, est un plasticien français, à la fois photographe, sculpteur, et vidéaste. Il est également auteur et s'intéresse en particulier à l'histoire du skate-board. Raphaël Zarka vit et travaille aujourd'hui à Paris.

## Biographie

### Jeunesse et formation
Raphaël Zarka dispose de son premier skateboard à l'âge de 7 ans. Adolescent, il explore sa ville de long en large à la recherche des meilleures surfaces pour skater.
Lorsqu'il devient étudiant en art par intérêt pour l'archéologie, il abandonne le skateboard, mais s'intéresse à la plastique des surfaces, et se rend compte que son expérience d'adolescent skateur a complètement façonné ses intérêts artistiques.
Il sort diplômé des Beaux-Arts de Paris en 2002 après avoir étudié à la Winchester School of Art.

### Parcours artistique
Il se sent inspiré par les Sun Tunnels de Nancy Holt, par les photographies de l'Américain Warren Bolster et par le land art.
La série de photographies Les Formes du repos, commencée en 2001, représente des objets bétonnés abandonnés, isolés de leur contexte, mystérieux, que l'artiste considère comme des « sculptures involontaires » et qu'il photographie comme tels,.
Il les met en relation avec l'histoire des sciences : un exemple frappant est la fascination qu'il porte pour le « rhombicuboctaèdre ». On le trouve une première fois dans Les Formes du repos no 1 qui montre deux brise-lames en béton. En 2007, il expose une sculpture en bois qui reprend cette forme : Rhombicuboctaèdre (Réplique no 1).
L'œuvre Tautochrone vérifiée (2009) est une réplique de l'instrument expérimental conçu par Galilée pour mesurer le mouvement pendulaire, mouvement qu'effectue un skateur sur les rampes ou le mobilier urbain abandonné photographiés par Raphaël Zarka dans la série Les Formes du repos,.
Il réside à l’Atelier Calder à Saché de mai à juillet 2016.

### Sur le skateboard
Raphaël Zarka a écrit plusieurs ouvrages sur le skateboard. Il décrit le premier, La Conjonction interdite (2003), comme d'une introduction à la pratique du skateboard. Débutant par une citation de Roger Caillois tirée de son essai Les jeux et les hommes (1957), il décrit, à partir des caractéristiques du jeu proposés par Caillois, la place du skateboard en tant qu'activité et sa relation particulière avec l'espace urbain. 
L'ouvrage se termine sur un second écrit, intitulé La question est de savoir qui sera le Maître, tiré du dialogue entre Gros Coco et Alice dans De l'autre côté du miroir de Lewis Carroll. Il compare les skateurs à des inventeurs capables de donner « […] de nouveaux usages à certaines parcelles du tissu urbain. À la manière de Gros Coco, ils choisissent de renommer les trottoirs (curbs), les rampes d'escalier (handrails) […]. »
Faisant référence à l'analyse de Roland Barthes sur les jeux de construction en bois (dans son ouvrage Mythologies), Raphaël Zarka apparente le skateboard à « une implication à la création de formes, de sens et d'usages à des éléments qui n'en ont pas. »
Une journée sans vague : chronologie lacunaire du skateboard : 1779-2005 (2006) retrace l'histoire factuelle du skateboard. Free ride, skateboard, mécanique galiléenne et formes simples (2011) est un ouvrage technique sur l'espace lié au skateboard.

### Galeries
Après avoir été représenté par la galerie Michel Rein (Paris/Bruxelles), il l'est maintenant par la galerie Mitterrand.

## Principales expositions

### Expositions personnelles
- 2008 :
  - Ratiocination, galerie Michel Rein, Paris[7]
- 2010 :
  - Memoria, musée du Berry
  - PERGOLA, Palais de Tokyo, Paris
  - FRAC Alsace, Sélestat
- 2011 :
  - Le tombeau d'Archimède, Le Grand Café, Saint-Nazaire
  - Principles of Roman Knowledge, Pastificio de Cerere, Rome
  - Topographie anecdotée du skateboard, musée des Beaux-Arts de Lons-le-Saunier
- 2012 :
  - Les Prismatiques, galerie Michel Rein, Paris[8]
- 2013 :
  - Prix Marcel-Duchamp 2013, galerie Michel Rein, Paris[9]
- 2014 :
  - La déduction de l'auteur, galerie Michel Rein, Bruxelles[10]
- 2017 : 
  - Monte Oliveto, galerie Michel Rein, Paris[11]
- 2021 :
  - Abstraction Gnomonique, galerie Michel Rein, Bruxelles[12]
- 2022 :
  - Structure Gnomonique, galerie Mitterrand, Paris[13]
- 2024 : 
  - Tautochrone, galerie Mitterrand, Paris[14]

### Expositions de groupe
- 2008 : Prix de la Fondation d'entreprise Pernod Ricard, thème « La consistance du visible », commissaire Nicolas Bourriaud, avec Abraham Poincheval, Cyprien Gaillard, Julien Discrit, Camille Henrot, Emmanuelle Lainé, Gyan Panchal, Lili Reynaud Dewar, Laurent Tixador, Raphaël Zarka
- 2012 : Corrélation, avec Vincent Mauger et Roman Moriceau, musée des beaux-arts d'Angers
- 2018 : Fables, Formes, Figures, avec Emmanuel Van der Meulen, MABA

### Installation dans l'espace public
- 2024 : Cycloïde Piazza (sculpture pour skater), piazza du Centre Pompidou

## Collections publiques
- Musée national d'Art moderne, Centre Georges-Pompidou, Paris
- Fondation d'entreprise Pernod Ricard, Paris
- Fonds national d'art contemporain, Paris
- FRAC Basse-Normandie, Caen
- Fonds régional d'art contemporain d'Alsace à Sélestat[15]
- FRAC Aquitaine, Bordeaux
- FRAC Île-de-France - Le Plateau, Paris
- FRAC Franche-Comté, Besançon
- FRAC Pays de la Loire, Carquefou
- Fonds municipal d'art contemporain de la Ville de Paris
- Artothèque d'Angers
- Kadist Art Foundation, Paris
- Zabludowicz collection, Londres
- Collection Marc & Josée Gensollen, Marseille
- Musée d'Art moderne de Paris
- MUDAM, Luxembourg

## Publications
- 2003 : La Conjonction interdite : note sur le skateboard, Marseille, éditions Moinsun ; rééd., Paris, éditions B42, 2011 ; rééd. suivie de La question est de savoir qui sera le maître, Paris, éditions B42, 2022  (ISBN 978-2-490077-67-0)
  - Nouvelle version dans la revue Troubles no 5, Paris, éditions F7, 2007
- 2006 : Une journée sans vague : chronologie lacunaire du skateboard : 1779-2005, Paris, éditions F7  (ISBN 978-2-916796-00-0 et 2-916796-00-2) ; nouvelle éd. augmentée de la période 2005-2009, Paris, éditions B42, 2009
  - (en) On a day with no waves : a chronicle of skate boarding : 1779-2009 suivi de The forbidden conjunction et The question is which is to be the master  (trad. Chris Sharp), Paris, éditions B42, 150 p. (ISBN 978-2-917855-19-5)
- 2011 : Free ride, skateboard, mécanique galiléenne et formes simples, Paris, éditions B42, 128 p. (ISBN 978-2-917855-16-4).
- 2017 : Riding Modern Art, Paris, éditions B42 ; rééd. 2022

## Principaux prix et nominations
- 2008 : Lauréat du prix de la Fondation d'entreprise Pernod Ricard pour sa sculpture Padova[16]
- 2010-2011 : Lauréat de la Villa Médicis, Académie de France à Rome pour son projet Le voyage géométrique et le voyage galiléen[17]
- 2013 : Nommé pour le prix Marcel-Duchamp[18]

### Filmographie
- Vladimir Léon, Le Polyèdre et l'éléphant, avec Raphaël Zarka, vidéo numérique (1 h 11) ; production les Films de la liberté / TV Sud / Centre Pompidou, 2014 (BNF 46577115)

### Radio
- « Raphaël Zarka, plasticien : "Je vois des polyèdres partout" », France Culture, Les Midis de Culture, le 30 mai 2024